# Edith Barrett
Edith Barrett, född Williams den 19 januari 1907 i Roxbury i Boston, Massachusetts, död 22 februari 1977 i Albuquerque, New Mexico, var en amerikansk skådespelare.
Barett gjorde Broadwaydebut som sextonåring och hade senare såväl huvud- som biroller i en rad teaterpjäser. 
Hon gifte sig 1938 med skådespelaren Vincent Price på scenen på Mercury Theater, där de båda medverkade i Orson Welles uppsättning av Dekkers Alla skomakares dag. Samma år reste hon och Price till Hollywood och under 1940- och 1950-talet hade hon biroller i ett femtontal filmer. Paret skilde sig 1948.

## Filmografi (urval)
- 1941 – Skuggornas hus
- 1943 – Sången om Bernadette
- 1943 – Jane Eyre
- 1944 – Himmelrikets nycklar
- 1944 – Strangers in the Night
- 1956 – Svanen